# Achebe (cómic)
Achebe es un supervillano ficticio que aparece en los cómics estadounidenses publicados por Marvel Comics. Principalmente enemigo de la Pantera Negra, el personaje existe dentro del universo compartido principal de Marvel, conocido como el Universo Marvel. Fue creado por Christopher Priest y Mark Texeira, y apareció por primera vez en Pantera Negra Vol. 3, #3.

## Historial de publicaciones
Achebe fue mencionado en Black Panther Vol. 3, # 2 y pasó a aparecer Problemas # 3-5, # 8-13, # 22-23 y # 36-37. También hizo apariciones especiales en Deadpool Vol. 2, # 43-44, y recibí entradas en el Nuevo Manual Oficial del Universo Marvel # 1, y en el Manual Oficial del Universo Marvel AZ # 1
El creador Christopher Priest ha notado que el personaje fue inspirado por Hannibal Lecter y Hans Gruber, y que él es "el Joker de Batman de la Pantera".

## Biografía del personaje ficticio
El pasado de Achebe es vago, pero el gobierno de los Estados Unidos cree que era un granjero de Ghudazan apodado "Bob" que tendía a los rebeldes izquierdistas del vecino país de Ujanka cuando los hombres fueron conducidos a través de la frontera de Ghudazan / Ujankan y hacia la propiedad de Achebe. Los soldados pagaron la amabilidad de Achebe dejándolo por muerto después de que sedujeron a su esposa, arrasaron su granja y lo apuñalaron treinta y dos veces. Según las leyendas urbanas, Achebe sobrevivió vendiendo su alma a Mephisto, y luego mató a todos los que habían interactuado con su esposa, destruyendo las casas de sus víctimas y apuñalándolas treinta y dos veces.
Después de asistir a la  Facultad de Derecho de Yale, Achebe regresó a Ghudazan, donde ayudó a instigar una guerra étnica. Cuando Pantera Negra estableció un campamento de refugiados en las afueras de Wakanda para aquellos que buscan asilo del conflicto, Achebe se infiltró y exacerbó la inquietud entre los refugiados y los Wakandans. Achebe atrajo a Pantera Negra de Wakanda al corromper a una de sus organizaciones benéficas ubicadas en Estados Unidos y al matar al "niño cartel" de la organización.
Mientras Pantera Negra está preocupado en los Estados Unidos, Achebe lidera un levantamiento en el campo de refugiados africanos y se nombra jefe del gobierno provisional que supera a Wakanda. Achebe somete a Wakanda a sus decretos desquiciados, que empeoran después de que su conexión con Mephisto es cortada por la astucia de Pantera Negra. Las fuerzas de Achebe se debilitan sin el respaldo de Mephisto, aunque conserva su posición como primer ministro al prometer compartir el poder con la madrastra de Pantera Negra, Ramonda, mientras Pantera Negra permanezca en Estados Unidos. Achebe luego intenta asesinar a Pantera Negra haciendo que sus aliados en los Estados Unidos coloquen una bomba en un transeúnte y un exoesqueleto controlable de forma remota sobre la ex prometida de Pantera Negra, Monica. Pantera Negra es capaz de desactivar la explosiva y liberar a Mónica del exoesqueleto con la ayuda de los Vengadores.
Mientras Achebe se prepara para ser coronado rey de Wakanda, y comienza a conversar con un títere llamado Daki, Pantera Negra trabaja para desentrañar la conspiración que ayudó a Achebe a instigar el conflicto de Ghudazan que le permitió a él y a sus seguidores alcanzar el poder en Wakanda. Mientras Ramonda está distraída, Achebe la noquea y adquiere sus códigos para los Merodeadores, los defensores robóticos de Wakanda. Achebe desata a los Prowlers reprogramados, se cubre de explosivos y se enfrenta a Pantera Negra y su amigo Everett K. Ross cuando llegan a Wakanda. Achebe obliga a Pantera Negra y Ross a una trampa mortal basada en una máquina de garras, de la que luego escapan, mientras huye de Wakanda.
Achebe resurge en Estados Unidos, donde contrata a Deadpool para robar a Preyy, el leopardo de Erik Killmonger, la Pantera Negra actual. Al hacer esto, Achebe esperaba incitar a T'Challa a salir de su exilio autoimpuesto para reclamar el título de Pantera Negra.

## Poderes y habilidades
Con el poder de Mephisto, Achebe es un brillante intrigante, estratega y planificador, aunque estos atributos se debilitan por su inestabilidad mental y su odio obsesivo hacia Pantera Negra. También es un acróbata experto con agilidad excepcional.

## Otras versiones

### The Once and Future King
Achebe es uno de los villanos reclutados por T'Charra para ayudarlo a matar y usurpar a su padre, un anciano Pantera Negra. Achebe y los otros criminales son derrotados por los aliados de Pantera Negra, Hermano Vudú, Falcon y Luke Cage.